# Staf Aerts
Staf Aerts, né le 8 septembre 1981 à Duffel, est un homme politique belge, membre de Groen.

## Biographie
Staf Aerts nait le 8 septembre 1981 à Duffel.
Aux élections législatives fédérales de 2024, Staf Aerts est élu à la Chambre des Représentants.